# 车墩镇
车墩镇，是中华人民共和国上海市松江區下辖的一个镇，面积45.3平方公里。户籍人口3.52万人（2008年）。车墩影视基地在其境内。

## 行政区划
车墩镇下辖以下居委会及村委会：
虬长路社区、影都社区、华阳社区、祥东社区、高桥村、新余村、联建村、得胜村、联庄村、汇桥村、联民村、南门村、米市渡村、永福村、长溇村、洋泾村、香山村、打铁桥村、华阳村和东门村。